# Rıza Kayaalp
Rıza Kayaalp (Yozgat, 10 de outubro de 1989) é um lutador de estilo greco-romana turco, medalhista olímpico.

## Carreira
Kayaalp competiu na Rio 2016, na qual conquistou a medalha de prata, na categoria até 130 kg.